# Hamohalacarus subterraneus
Hamohalacarus subterraneus is een mijtensoort uit de familie van de Halacaridae. De wetenschappelijke naam van de soort is voor het eerst geldig gepubliceerd in 1931 door Walter.